# Rosemead, California
Rosemead este un oraș din California, SUA. Se află la o altitudine de 97 m deasupra nivelului mării. Are o suprafață de 13,40561 km² și 13,405601 km². Populația este de 51.185 locuitori, determinată în 1 aprilie 2020, prin recensământ.